# Diòdot Trifó
Diòdot Trifó (en grec antic Διόδοτος Τρύφων) fou un rei selèucida, regent del 145 aC al 140 aC i rei del 140 aC al 138 aC.
Quan Demetri II Nicàtor va prendre el poder a Antioquia, els pillatges dels seus mercenaris cretencs van fer revoltar els ciutadans i només es va poder restaurar l'ordre a costa de massacrar els revoltats. Però no gaire temps després el general Diòdot (un fidel d'Alexandre I Balas que s'havia passat a Demetri II al darrer moment) es va apoderar d'Antioquia l'any 145 aC, i va proclamar rei a l'infant Antíoc VI Dionisi, fill d'Alexandre Balas. Demetri II va quedar assetjat al palau reial i va cridar en ajut a les guarnicions de Palestina; els jueus van enviar tres mil homes que van salvar a Demetri, que va poder fugir a l'est i es va establir a Selèucia del Tigris. Diòdot, per atreure's a Jonatan Macabeu (que acabava d'entrar a Lod o Diòspolis i a Gaza) li va reconèixer la possessió de Judea, Efraim, Lida i Ramataim.
Diòdot va capturar a traïció Jonatan Macabeu a Ptolemada el 143 aC (tenia por que no passés al costat de Demetri altre cop) i el va fer matar (142 aC) i el va succeir el seu germà Simó Macabeu, el darrer fill de Mataties Asmoneu, que encara vivia. Diòdot no va trigar a matar Antíoc VI subornant els metges perquè l'infant morís en una operació quirúrgica, i seguidament es va proclamar rei a si mateix amb el nom de Diòdot Trifó l'any 140 aC però no va poder dominar la part oriental del regne en mans de Demetri, que en aquell moment s'havia d'enfrontar amb l'atac dels parts que van ocupar Mèdia.
Demetri II es va aliar amb Simó Macabeu i va poder recuperar Gaza que havia caigut poc abans altre cop en mans de Diòdot Trifó. Després la guarnició selèucida de Jerusalem, lleial a Diòdot, es va sotmetre a Simó, que es va proclamar independent amb el títol d'etnarca.
En les lluites contra els parts Demetri II va ser fet presoner el 140 aC, i moltes guarnicions lleials a Demetri es van declarar a favor de Diòdot Trifó. El germà de Demetri, Antíoc VII Sidetes, que era a Rodes, va retornar a territori selèucida el 139 aC per ocupar el lloc del rei presoner, però va obtenir molt poc suport a Síria per la por que feia Diòdot, que governava com un tirà. La dona de Demetri II, Cleòpatra Thea, exercia la regència a les regions que romanien lleials al seu marit, i el 138 aC, en saber que Demetri II s'havia casat amb la princesa dels parts, es va casar amb Antíoc VII i així aquest va ser reconegut rei, obtenint el suport de l'exèrcit. També diverses guarnicions que eren lleials a Diòdot es van declarar a favor d'Antíoc VII (137 aC). Abandonat pels seus anteriors partidaris, Diòdot va fugir a Dor (Fenícia), que és l'actual Tantura (al sud de la muntanya del Carmel), on va quedar assetjat. Va poder fugir i arribar a Ptolemaida, d'on també va haver de fugir i va passar a Ortòsia, i després a Apamea, on va ser altre cop assetjat i va haver de capitular. Va ser capturat i executat o potser es va suïcidar.